# Ehed
Ehed (románul: Ihod), más néven Ehéd falu Romániában, Maros megyében.

## Története
Székelyhodos község része. A trianoni békeszerződésig Maros-Torda vármegye Nyárádszeredai járásához tartozott.

## Népessége
2002-ben 121 lakosa volt, ebből 119 magyar és 2 román nemzetiségű.

## Vallások
A falu lakói közül 2-en ortodox, 115-en római katolikus, 2-en református hitűek és 1 fő unitárius.